# Mildenitz
Mildenitz ist ein Ortsteil der Stadt Woldegk im Osten des Landkreises Mecklenburgische Seenplatte im Südosten Mecklenburg-Vorpommerns.

## Geografie

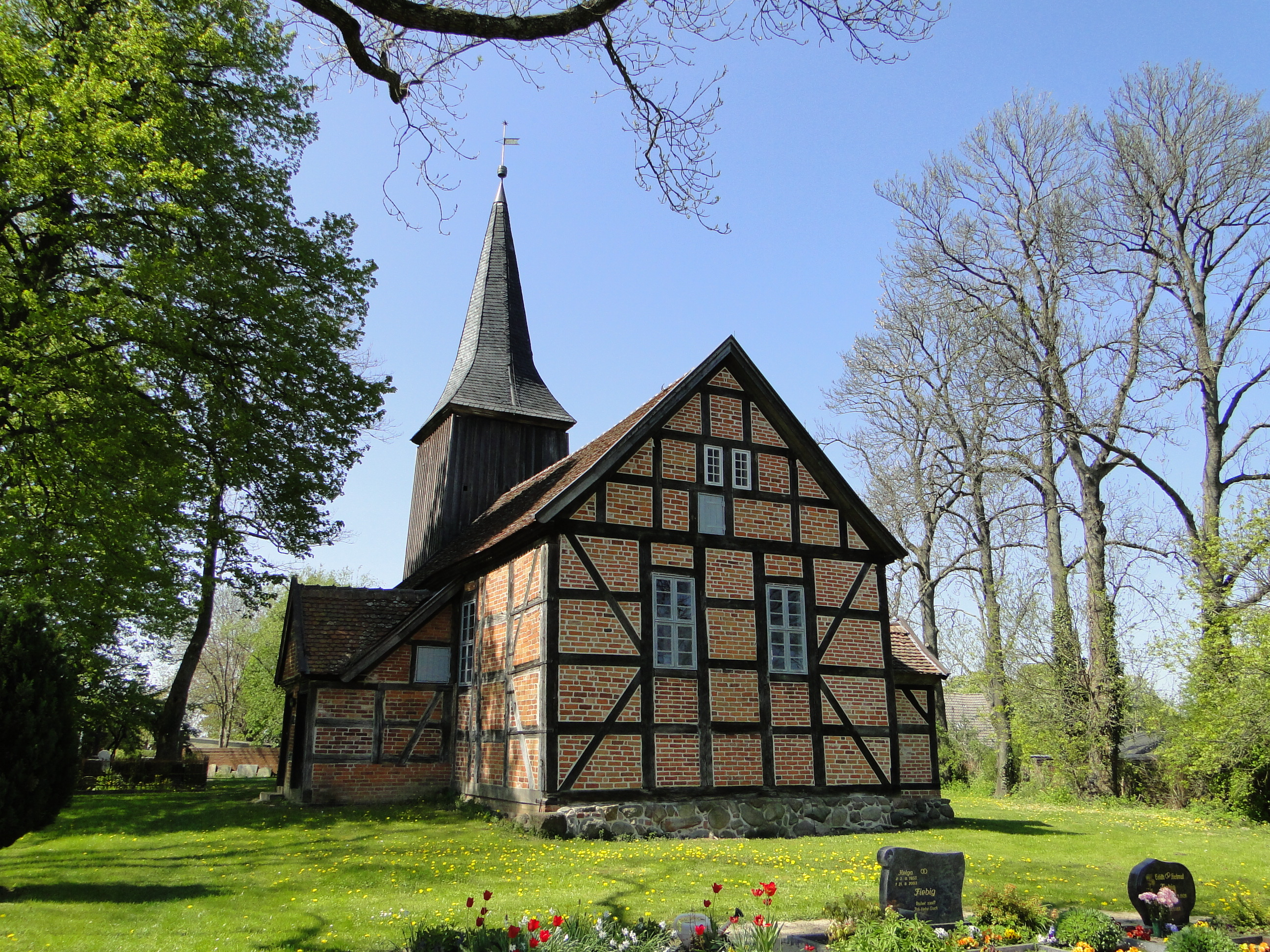
Fachwerkkirche in Mildenitz

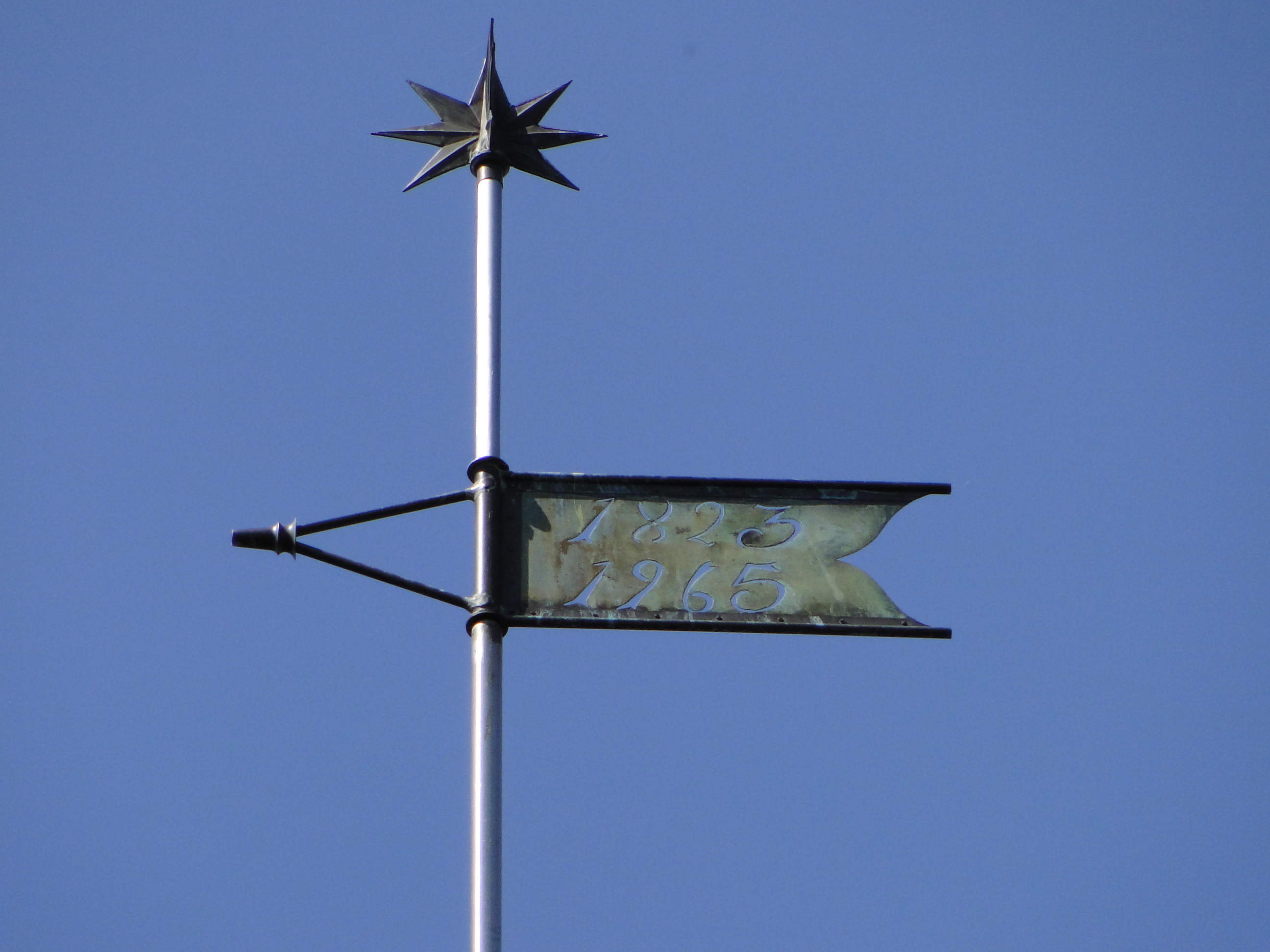
Wetterfahne auf der Kirchturmspitze

Der Ort liegt etwa sechs Kilometer nordöstlich von Woldegk und sieben Kilometer südwestlich von Strasburg (Uckermark). Nördlich des Ortsgebietes befinden sich mit den Helpter Bergen die höchsten Erhebungen in Mecklenburg-Vorpommern, die 179 m ü. NN erreichen. Das Ortsgebiet grenzt im Osten an das Land Brandenburg. Zu Mildenitz gehören neben dem Kerndorf Mildenitz die Ortsteile Carlslust, Groß Daberkow und Hornshagen.

## Geschichte
Mildenitz war ein Gutsdorf. Von 1680 bis 1945 war das Gut im Besitz der Familie von Schwerin. Einer der namhaftesten Gutsherren im 20. Jahrhundert war der Landrat Ludwig Graf von Schwerin-Mildenitz (1859–1929). Er war auch einer der Hauptdirektoren des Mecklenburgischen Ritterschaftlichen Kreditvereins, einer großen Pfandbriefanstalt für die mecklenburgischen Landgüter, mit Sitz in Rostock. Das alte Lehngut Mildenitz mit Flächen in Carlslust und Scharnhorst hatte um 1928 einen Gesamtumfang von 1334 ha, davon waren 527 ha Forsten. Der Besitz wurde durch Fr. Wismar und Förster Degener verwaltet. Letzter Gutsbesitzer wurde Botho Graf von Schwerin (* 1921), der seinen Hauptwohnsitz in Zettemin nahm. Die Enteignung durch die Bodenreform vollzog sich 1946. 
Das zunächst eingeschossige klassizistische Gutshaus (Herrenhaus) entstand um 1800 für Otto Alexander Graf von Schwerin und es wurde um 1850 aufgestockt und durch Seitenflügel erweitert. Nach 1945 diente es als Feierabend- und Pflegeheim.
Am 1. Juli 1950 wurde die bis dahin eigenständige Gemeinde Carlslust eingegliedert.
Am 1. Juli 2006 wurde die Gemeinde Groß Daberkow nach Mildenitz eingemeindet, zum 1. Januar 2015 Mildenitz in die Stadt Woldegk. Letzte Bürgermeisterin war Sabine Runge.

## Sehenswürdigkeiten
→ Siehe auch Liste der Baudenkmale in Woldegk
- Die Kirche Mildenitz ist eine Fachwerkkirche aus der Zeit um 1720/1730. Im Innern steht unter anderem ein schlichter Kanzelaltar aus der Bauzeit.
- Klassizistisches Herrenhaus Mildenitz, Gutshaus der Familie von Schwerin,[10] heute Pflegeheim

## Verkehrsanbindung
Die Bundesstraße 104 verläuft durch den Ort. Mildenitz ist über den rund 18 Kilometer entfernten Autobahnanschluss Strasburg (Uckermark) der Bundesautobahn 20 zu erreichen. Bis 1945 wurden der Haltepunkt in Mildenitz und der Bahnhof in Groß Daberkow an der zu Reparationszwecken abgebauten Bahnstrecke Neustrelitz–Strasburg bedient.

## Persönlichkeiten
- Hermann Otto Louis Karl von Schwerin (1851–1918), Großgrundbesitzer und Politiker, Mitglied des Preußischen Herrenhauses
- Georg von Schwerin (1862–1932), Jurist, Kammerherr, Oberstaatsanwalt, Offizier (Bruder d. Vorigen)